# 小林たかや
小林 孝也（こばやし たかや、1955年（昭和30年）4月3日 - ）は、日本の政治家。千代田区議会議員（9期）、専修大学評議員。

## 来歴
東京都千代田区生まれ。千代田区立芳林小学校、千代田区立練成中学校（現千代田区立神田一橋中学校）、東京都立忍岡高等学校、専修大学経済学部卒業。大学卒業後、島村宜伸衆議院議員（自由民主党）の秘書を3年間務める。その後、サラリーマンを経て、1991年に千代田区議会議員選挙に出馬し、得票数4位で初当選を果たした。当選後は自由民主党に所属し、1995年、1999年の千代田区議会議員選挙では得票数トップで再選。同年5月、自由民主党千代田区議団を離脱し、一人会派「第二自民党」を結成した。2001年に千代田区議会議員を辞職し、無所属で千代田区長選挙に出馬したが、元東京都庁職員の石川雅己に敗れ、落選した。
2003年4月、千代田区議会議員選挙に出馬し、再びトップ当選。同年5月、一人会派「ロカくらぶ」を結成。翌年5月より会派「拓く会・ロカくらぶ」に参加。2005年6月、会派「ちよだの声」を結成し、幹事長に就任した。同年より母校・専修大学の評議員を務める。
2007年4月に5期目の当選を果たした後、同年5月から千代田区議会環境文教委員長に就任し、2008年に再任。2011年の千代田区議会議員選挙では、4度目のトップ当選により6選。2015年4月の千代田区議会選挙に当選し7選。2017年自由民主党に復党し12月自由民主党区議団に会派移籍。2019年2月自由民主党区議団の幹事長に就任。2019年4月21日の千代田区議会議員選挙に当選し8選。2019年5月千代田議会第68代議長に就任。2021年5月議長退任。同年、千代田区議会の環境まちづくり特別委員会委員長、都市計画審議会委員、千代田区自由民主党政調会長に就任。2023年4月23日の千代田区議会議員選挙に当選し、9選。同年5月企画総務委員長、都市景観審議会委員。2024年5月全国市議会議長会より区議会議員勤続三十年表彰を受ける。